# Joseph Inguimberty
Joseph Inguimberty (18 tháng 1 năm 1896, tại Marseille – 8 tháng 10 năm 1971, tại Menton) là một họa sĩ người Pháp, ông là giáo viên tại Trường Đại học Mỹ thuật Việt Nam (EBAI) ở Hà Nội 1926–1945. Việc giảng dạy của ông được đánh giá là kém hàn lâm hơn họa sĩ Victor Tardieu. Ông chia sẻ với Tardieu một mối quan tâm sâu sắc đến văn hóa Việt Nam. Inguimberty khuyến khích các sinh viên của mình thử nghiệm tranh sơn mài như một phương tiện hội họa mỹ thuật.